# ليستير هولمز
ليستير هولمز (بالإنجليزية: Lester Holmes)‏ هو لاعب كرة قدم أمريكية أمريكي، ولد في 27 سبتمبر 1969 في تيلرتاون في الولايات المتحدة.

## وصلات خارجية
- ليستير هولمز على موقع مرجع كرة القدم المحترفة.كوم (الإنجليزية)